# Mitrasacme constricta
Mitrasacme constricta är en tvåhjärtbladig växtart som beskrevs av Ferdinand von Mueller. Mitrasacme constricta ingår i släktet Mitrasacme och familjen Loganiaceae. Inga underarter finns listade i Catalogue of Life.